# ماردة (إسبانيا)
ماردة (بالإسبانية: Mérida، تنطق "مِريدا")‏ هي إحدى بلديات مقاطعة بطليوس، وعاصمة منطقة إكستريمادورا، والتي تقع في غرب إسبانيا.
يبلغ عدد سكانها 54,894 نسمة وفقاً لإحصائية سنة (2007). بينما تبلغ مساحتها 865.6 كم². وبذلك تكون الكثافة السكانية 63.42 نسمة/كم².

## توأمة
لماردة (إسبانيا) اتفاقيات توأمة مع كل من:
- ماردة
- أسترقة
- ماردة
- ماردة [الإنجليزية]‏

## أعلام
- رامون بيريرا
- عبد الرحمن بن مروان الجليقي
- سيرجيو رودريغيز
- ابن نغريلة
- أغوستين فرنانديز

## وصلات خارجية
- الموقع الرسمي (بالإسبانية)